# Cywydd
Cywydd (l. mn. w walijskim cywyddau) – walijska nazwa dwuwiersza, a także gatunku literackiego i osobnego utworu.
Cywydd składa się z jednej lub więcej par cztero- lub siedmiosylabowych wersów. Każda para zawiera wewnętrzne współbrzmienia i rymy nazywane cynganedd, które rymują się w określony sposób. W literaturze walijskiej cywydd początkowo należało do prostszych form i używane było do lżejszych treści. Wedle tradycji twórcą pierwowzoru cywydd był Dafydd ap Gwilym. Przez kolejne dwieście lat forma stawała się coraz bardziej popularna i weszła do literatury wyższej. Utwory tego rodzaju tworzyli także Gruffudd Gryg, Llywelyn Goch ap Meurig Hen, Iolo Goch.